# 周福启
周福启（1953年7月—），山东金乡人。中国共产党党员。山东济宁师范专科学校（现济宁学院）汉语言文学专业毕业，北京大学政府管理学院行政管理专业在职研究生学历，管理学硕士学位。历任中共中央组织部副处长、处长、副局长、局长、机关党委常务副书记；中纪委驻国家安全生产监督管理总局纪检组组长等职。2011年10月改任中央直属机关工作委员会副书记、纪工委书记，直至2016年12月卸任。